# Hydrozetes dimorphus
Hydrozetes dimorphus är en kvalsterart som beskrevs av Hammer 1962. Hydrozetes dimorphus ingår i släktet Hydrozetes och familjen Hydrozetidae.

## Underarter
Arten delas in i följande underarter:
- H. d. dimorphus
- H. d. virginalis